# Sainte-Anne (Gers)
Sainte-Anne é uma comuna francesa na região administrativa de Occitânia, no departamento de Gers. Estende-se por uma área de 6,74 km². Em 2010 a comuna tinha 121 habitantes (densidade: 18 hab./km²).